# Paloma Jiménez
Karla Paloma Jiménez Denagustin  (* 22. August 1983 in Acapulco, Mexiko) ist ein mexikanisches Fotomodel.

## Privates
Jiménez ist mit dem Schauspieler Vin Diesel liiert. Das Paar hat drei Kinder.  
Paloma Jiménez ist 1,78 Meter groß und hat die Maße 84-61-89 cm.

## Karriere
Jiménez machte unter anderem Werbung für Coca Cola, Pantene und Honda, und war auf verschiedenen Covers von internationalen Magazinen zu sehen, darunter im Januar 2005 die Titelseite der mexikanischen Maxim-Ausgabe.
Jiménez ist unter anderem für die Modelagenturen ID Model Management (Mexiko) und Look Models (Mexiko) tätig.